# Butte Falls
Butte Falls és una població dels Estats Units a l'estat d'Oregon. Segons el cens del 2000 tenia 439 habitants.

## Demografia
Segons el cens del 2000, Butte Falls tenia 439 habitants, 160 habitatges, i 112 famílies. La densitat de població era de 423,7 habitants per km².
Dels 160 habitatges en un 41,3% hi vivien nens de menys de 18 anys, en un 50,6% hi vivien parelles casades, en un 11,3% dones solteres, i en un 29,4% no eren unitats familiars. En el 23,1% dels habitatges hi vivien persones soles el 10% de les quals corresponia a persones de 65 anys o més que vivien soles. El nombre mitjà de persones vivint en cada habitatge era de 2,74 i el nombre mitjà de persones que vivien en cada família era de 3,2.
Per edats la població es repartia de la següent manera: un 31,9% tenia menys de 18 anys, un 6,8% entre 18 i 24, un 28,5% entre 25 i 44, un 21% de 45 a 60 i un 11,8% 65 anys o més.
L'edat mediana era de 33 anys. Per cada 100 dones de 18 o més anys hi havia 99,3 homes.
La renda mediana per habitatge era de 23.750$ i la renda mediana per família de 30.132$. Els homes tenien una renda mediana de 27.188$ mentre que les dones 14.875$. La renda per capita de la població era de 11.511$. Aproximadament el 15,1% de les famílies i el 22,1% de la població estaven per davall del llindar de pobresa.

## Poblacions més properes
El següent diagrama mostra les poblacions més properes.